# Ranunculus aemulans
Ranunculus aemulans är en ranunkelväxtart som beskrevs av Otto Karl Anton Schwarz. Ranunculus aemulans ingår i släktet ranunkler, och familjen ranunkelväxter. Inga underarter finns listade i Catalogue of Life.